# Distrito de Môle-Saint-Nicolas
El distrito de Môle-Saint-Nicolas (en francés arrondissement de Môle-Saint-Nicolas; y en criollo haitiano: awondisman Mòl Sen Nikola) es una división administrativa haitiana, que está situada en el departamento de Noroeste.

## División territorial
Está formado por el reagrupamiento de cuatro comunas:
- Baie-de-Henne
- Bombardópolis
- Jean-Rabel
- Môle-Saint-Nicolas